# Liolaemus orientalis
Liolaemus orientalis är en ödleart som beskrevs av  Müller 1924. Liolaemus orientalis ingår i släktet Liolaemus och familjen Tropiduridae.

## Underarter
Arten delas in i följande underarter:
- L. o. orientalis
- L. o. chlorostictus